# Ujong Keupula
Ujong Keupula is een bestuurslaag in het regentschap Aceh Besar van de provincie Atjeh, Indonesië. Ujong Keupula telt 951 inwoners (volkstelling 2010).